# Clasificación para la Copa Asiática Sub-20 de la AFC 2025
La Eliminatoria a la Copa Asiática Sub-20 de 2025 fue la fase de clasificación que tuvieron que disputar las selecciones juveniles de Asia para clasificar a la fase final de la eliminatoria mundialista celebrada en China, la cual otorgó 4 plazas para la Copa Mundial de Fútbol Sub-20 de 2025.
Participaron 45 selecciones juveniles, las cuales fueron divididas en 10 grupos eliminatorios, donde el vencedor de cada grupo más los mejores 5 segundos lugares clasifican a la fase final junto al anfitrión China.

## Cambios de formato
El Comité Ejecutivo de la AFC aprobó varias recomendaciones estratégicas presentadas por el Comité de Competiciones de la AFC. Uno de los cuales fue la eliminación de los principios de zonificación en las competiciones juveniles de la AFC.

## Sorteo
De las 47 asociaciones miembro de la AFC, un total de 45 equipos participaron en la competencia. El anfitrión del torneo final, China, decidió no participar en la clasificación. Se asignarán 45 equipos a 10 grupos de cinco equipos y cinco grupos de cinco.
El sorteo se llevó a cabo el 13 de junio de 2024 a las 16:00 MYT (UTC+8), en la AFC House en Kuala Lumpur, Malasia.
Los equipos se clasifican de acuerdo con su desempeño en la fase de eliminación del Campeonato. También se aplican las siguientes restricciones:
- Los diez equipos que indicaron su intención de servir como anfitriones del grupo de clasificación antes del sorteo serán sorteados en grupos separados.

| - Pakistán |

## Elegibilidad del jugador
Los jugadores nacidos a partir del 1 de enero de 2005 son elegibles para competir en el torneo.

## Formato
En cada grupo, los equipos jugarán entre sí una vez en un lugar centralizado. Los diez ganadores de grupo y los cinco mejores segundos se clasificarán para el torneo final.

### Desempates
Los equipos se clasificarán según los puntos (3 puntos por victoria, 1 punto por empate, 0 puntos por derrota), y si hay empate a puntos, se aplican los siguientes criterios de desempate, en el orden indicado, para determinar la clasificación ( Reglamento Artículo 7.3):
1. Puntos en partidos cara a cara entre equipos empatados;
2. Diferencia de goles en partidos cara a cara entre equipos empatados;
3. Goles marcados en partidos cara a cara entre equipos empatados;
4. Si más de dos equipos están empatados, y después de aplicar todos los criterios de cabeza a cabeza anteriores, un subconjunto de equipos sigue empatado, todos los criterios de cabeza a cabeza anteriores se vuelven a aplicar exclusivamente a este subconjunto de equipos;
5. Diferencia de goles en todos los partidos de grupo;
6. Goles marcados en todos los partidos de grupo;
7. Tanda de penales si solo dos equipos están empatados y se enfrentaron en la última ronda del grupo;
8. Puntos disciplinarios (tarjeta amarilla = 1 punto, tarjeta roja por dos tarjetas amarillas = 3 puntos, tarjeta roja directa = 3 puntos, tarjeta amarilla seguida de tarjeta roja directa = 4 puntos);
9. Sorteo.

## Grupos
Los partidos se jugarán entre el 21 y el 29 de septiembre de 2024.

### Grupo A
- Todos los partidos se disputarán en Vietnam.
- Los horarios indicados son UTC+7.

| Equipo      | Pts | PJ | PG | PE | PP | GF | GC | Dif |
| ----------- | --- | -- | -- | -- | -- | -- | -- | --- |
| Siria       | 12  | 4  | 4  | 0  | 0  | 16 | 1  | +15 |
| Vietnam (H) | 9   | 4  | 3  | 0  | 1  | 14 | 2  | +12 |
| Bangladés   | 4   | 4  | 1  | 1  | 2  | 5  | 11 | -6  |
| Guam        | 2   | 4  | 0  | 2  | 2  | 4  | 16 | -12 |
| Bután       | 1   | 4  | 0  | 1  | 3  | 2  | 9  | -7  |

| 21 de septiembre de 2024 | Guam | 1:1 | Bután | Estadio Lạch Tray, Hải Phòng, Vietnam |                                   |
| 16:00                    |      |     |       | Árbitro(s): Sheikh Ahmad Alaeddin     | Árbitro(s): Sheikh Ahmad Alaeddin |

| 21 de septiembre de 2024 | Bangladés | 0:4 | Siria | Estadio Lạch Tray, Hải Phòng, Vietnam |                  |
| 19:45                    |           |     |       | Árbitro(s): [[]]                      | Árbitro(s): [[]] |

| 23 de septiembre de 2024 | Guam | 2:2 | Bangladés | Estadio Lạch Tray, Hải Phòng, Vietnam |                  |
| 16:00                    |      |     |           | Árbitro(s): [[]]                      | Árbitro(s): [[]] |

| 23 de septiembre de 2024 | Bután | 0:5 | Vietnam | Estadio Lạch Tray, Hải Phòng, Vietnam |  |
|                          |       |     |         | Árbitro(s): [[]]                      |  |

| 25 de septiembre de 2024 | Siria | 1:0 | Bután | Estadio Lạch Tray, Hải Phòng, Vietnam |  |
|                          |       |     |       | Árbitro(s): [[]]                      |  |

| 25 de septiembre de 2024 | Vietnam | 3:0 | Guam | Estadio Lạch Tray, Hải Phòng, Vietnam |  |
|                          |         |     |      | Árbitro(s): [[]]                      |  |

| 27 de septiembre de 2024 | Siria | 10:1 | Guam | Estadio Lạch Tray, Hải Phòng, Vietnam |  |
|                          |       |      |      | Árbitro(s): [[]]                      |  |

| 27 de septiembre de 2024 | Bangladés | 1:4 | Vietnam | Estadio Lạch Tray, Hải Phòng, Vietnam |  |
|                          |           |     |         | Árbitro(s): [[]]                      |  |

| 29 de septiembre de 2024 | Bután | 1:2 | Bangladés | Estadio Lạch Tray, Hải Phòng, Vietnam |  |
|                          |       |     |           | Árbitro(s): [[]]                      |  |

| 29 de septiembre de 2024 | Vietnam | 0:1 | Siria | Estadio Lạch Tray, Hải Phòng, Vietnam |  |
|                          |         |     |       | Árbitro(s): [[]]                      |  |

### Grupo B
- Todos los partidos se disputarán en Taiwán, (China Taipéi).
- Los horarios indicados son UTC+8.

| Equipo           | Pts | PJ | PG | PE | PP | GF | GC | Dif |
| ---------------- | --- | -- | -- | -- | -- | -- | -- | --- |
| Uzbekistán       | 12  | 4  | 4  | 0  | 0  | 21 | 1  | +20 |
| Camboya          | 7   | 4  | 2  | 1  | 1  | 6  | 9  | -3  |
| Baréin           | 6   | 4  | 2  | 0  | 2  | 5  | 6  | -1  |
| Nepal            | 3   | 4  | 1  | 0  | 3  | 4  | 15 | -11 |
| China Taipéi (H) | 1   | 4  | 0  | 1  | 3  | 3  | 8  | -5  |

| 21 de septiembre de 2024 | Nepal | 1:4 | Camboya | Estadio de la Universidad Católica Fu Jen, Nueva Taipéi, República de China |  |
|                          |       |     |         | Árbitro(s): [[]]                                                            |  |

| 21 de septiembre de 2024 | China Taipéi | 0:1 | Baréin | Estadio de la Universidad Católica Fu Jen, Nueva Taipéi, República de China |  |
|                          |              |     |        | Árbitro(s): [[]]                                                            |  |

| 23 de septiembre de 2024 | Camboya | 0:7 | Uzbekistán | Estadio de la Universidad Católica Fu Jen, Nueva Taipéi, República de China |  |
|                          |         |     |            | Árbitro(s): [[]]                                                            |  |

| 23 de septiembre de 2024 | Nepal | 3:1 | China Taipéi | Estadio de la Universidad Católica Fu Jen, Nueva Taipéi, República de China |  |
|                          |       |     |              | Árbitro(s): [[]]                                                            |  |

| 25 de septiembre de 2024 | Uzbekistán | 6:0 | Nepal | Estadio de la Universidad Católica Fu Jen, Nueva Taipéi, República de China |  |
|                          |            |     |       | Árbitro(s): [[]]                                                            |  |

| 25 de septiembre de 2024 | Baréin | 0:1 | Camboya | Estadio de la Universidad Católica Fu Jen, Nueva Taipéi, República de China |  |
|                          |        |     |         | Árbitro(s): [[]]                                                            |  |

| 27 de septiembre de 2024 | Baréin | 4:0 | Nepal | Estadio de la Universidad Católica Fu Jen, Nueva Taipéi, República de China |  |
|                          |        |     |       | Árbitro(s): [[]]                                                            |  |

| 27 de septiembre de 2024 | China Taipéi | 1:3 | Uzbekistán | Estadio de la Universidad Católica Fu Jen, Nueva Taipéi, República de China |  |
|                          |              |     |            | Árbitro(s): [[]]                                                            |  |

| 29 de septiembre de 2024 | Uzbekistán | 5:0 | Baréin | Estadio de la Universidad Católica Fu Jen, Nueva Taipéi, República de China |  |
|                          |            |     |        | Árbitro(s): [[]]                                                            |  |

| 29 de septiembre de 2024 | Camboya | 1:1 | China Taipéi | Estadio de la Universidad Católica Fu Jen, Nueva Taipéi, República de China |  |
|                          |         |     |              | Árbitro(s): [[]]                                                            |  |

### Grupo C
- Todos los partidos se disputarán en Kuwait.
- Los horarios indicados son UTC+3.

| Equipo                   | Pts | PJ | PG | PE | PP | GF | GC | Dif |
| ------------------------ | --- | -- | -- | -- | -- | -- | -- | --- |
| Corea del Sur            | 12  | 4  | 4  | 0  | 0  | 18 | 2  | +16 |
| Emiratos Árabes Unidos   | 7   | 4  | 2  | 1  | 1  | 17 | 5  | +12 |
| Kuwait (H)               | 7   | 4  | 2  | 1  | 1  | 9  | 3  | +6  |
| Líbano                   | 3   | 4  | 1  | 0  | 3  | 11 | 8  | +3  |
| Islas Marianas del Norte | 0   | 4  | 0  | 0  | 4  | 0  | 37 | −37 |

| 21 de septiembre de 2024 | Emiratos Árabes Unidos | 3:2 | Líbano | Estadio Abdullah Alkhalifa Alsabah, Mishref, Kuwait |  |
|                          |                        |     |        | Árbitro(s): [[]]                                    |  |

| 21 de septiembre de 2024 | Islas Marianas del Norte | 0:6 | Kuwait | Estadio Abdullah Alkhalifa Alsabah, Mishref, Kuwait |  |
|                          |                          |     |        | Árbitro(s): [[]]                                    |  |

| 23 de septiembre de 2024 | Islas Marianas del Norte | 0:13 | Emiratos Árabes Unidos | Estadio Abdullah Alkhalifa Alsabah, Mishref, Kuwait |  |
|                          |                          |      |                        | Árbitro(s): [[]]                                    |  |

| 23 de septiembre de 2024 | Kuwait | 0:3 | Corea del Sur | Estadio Abdullah Alkhalifa Alsabah, Mishref, Kuwait |  |
|                          |        |     |               | Árbitro(s): [[]]                                    |  |

| 25 de septiembre de 2024 | Corea del Sur | 10:0 | Islas Marianas del Norte | Estadio Abdullah Alkhalifa Alsabah, Mishref, Kuwait |  |
|                          |               |      |                          | Árbitro(s): [[]]                                    |  |

| 25 de septiembre de 2024 | Líbano | 0:3 | Kuwait | Estadio Abdullah Alkhalifa Alsabah, Mishref, Kuwait |  |
|                          |        |     |        | Árbitro(s): [[]]                                    |  |

| 27 de septiembre de 2024 | Líbano | 8:0 | Islas Marianas del Norte | Estadio Abdullah Alkhalifa Alsabah, Mishref, Kuwait |  |
|                          |        |     |                          | Árbitro(s): [[]]                                    |  |

| 27 de septiembre de 2024 | Emiratos Árabes Unidos | 1:3 | Corea del Sur | Estadio Abdullah Alkhalifa Alsabah, Mishref, Kuwait |  |
|                          |                        |     |               | Árbitro(s): [[]]                                    |  |

| 29 de septiembre de 2024 | Corea del Sur | 2:1 | Líbano | Estadio Abdullah Alkhalifa Alsabah, Mishref, Kuwait |  |
|                          |               |     |        | Árbitro(s): [[]]                                    |  |

| 29 de septiembre de 2024 | Kuwait | 0:0 | Emiratos Árabes Unidos | Estadio Abdullah Alkhalifa Alsabah, Mishref, Kuwait |  |
|                          |        |     |                        | Árbitro(s): [[]]                                    |  |

### Grupo D
- Todos los partidos se disputarán en Arabia Saudita.
- Los horarios indicados son UTC+3.

| Equipo             | Pts | PJ | PG | PE | PP | GF | GC | Dif |
| ------------------ | --- | -- | -- | -- | -- | -- | -- | --- |
| Arabia Saudita (H) | 10  | 4  | 3  | 1  | 0  | 10 | 0  | +10 |
| Australia          | 10  | 4  | 3  | 1  | 0  | 6  | 1  | +5  |
| Afganistán         | 4   | 4  | 1  | 1  | 2  | 1  | 6  | −5  |
| Palestina          | 2   | 4  | 0  | 2  | 2  | 2  | 4  | -2  |
| Macao              | 1   | 4  | 0  | 1  | 3  | 1  | 9  | −8  |

| 21 de septiembre de 2024 | Macao | 0:1 | Afganistán | Estadio Príncipe Sultán bin Abdul Aziz, Abha, Arabia Saudita |  |
|                          |       |     |            | Árbitro(s): [[]]                                             |  |

| 21 de septiembre de 2024 | Palestina | 0:1 | Arabia Saudita | Estadio Príncipe Sultán bin Abdul Aziz, Abha, Arabia Saudita |  |
|                          |           |     |                | Árbitro(s): [[]]                                             |  |

| 23 de septiembre de 2024 | Afganistán | 0:2 | Australia | Estadio Príncipe Sultán bin Abdul Aziz, Abha, Arabia Saudita |  |
|                          |            |     |           | Árbitro(s): [[]]                                             |  |

| 23 de septiembre de 2024 | Macao | 1:1 | Palestina | Estadio Príncipe Sultán bin Abdul Aziz, Abha, Arabia Saudita |  |
|                          |       |     |           | Árbitro(s): [[]]                                             |  |

| 25 de septiembre de 2024 | Australia | 2:0 | Macao | Estadio Príncipe Sultán bin Abdul Aziz, Abha, Arabia Saudita |  |
|                          |           |     |       | Árbitro(s): [[]]                                             |  |

| 25 de septiembre de 2024 | Arabia Saudita | 4:0 | Afganistán | Estadio Príncipe Sultán bin Abdul Aziz, Abha, Arabia Saudita |  |
|                          |                |     |            | Árbitro(s): [[]]                                             |  |

| 27 de septiembre de 2024 | Palestina | 1:2 | Australia | Estadio Príncipe Sultán bin Abdul Aziz, Abha, Arabia Saudita |  |
|                          |           |     |           | Árbitro(s): [[]]                                             |  |

| 27 de septiembre de 2024 | Arabia Saudita | 5:0 | Macao | Estadio Príncipe Sultán bin Abdul Aziz, Abha, Arabia Saudita |  |
|                          |                |     |       | Árbitro(s): [[]]                                             |  |

| 29 de septiembre de 2024 | Afganistán | 0:0 | Palestina | Estadio Príncipe Sultán bin Abdul Aziz, Abha, Arabia Saudita |  |
|                          |            |     |           | Árbitro(s): [[]]                                             |  |

| 29 de septiembre de 2024 | Australia | 0:0 | Arabia Saudita | Estadio Príncipe Sultán bin Abdul Aziz, Abha, Arabia Saudita |  |
|                          |           |     |                | Árbitro(s): [[]]                                             |  |

### Grupo E
- Todos los partidos se disputarán en Tayikistán.
- Los horarios indicados son UTC+5.

| Equipo          | Pts | PJ | PG | PE | PP | GF | GC | Dif |
| --------------- | --- | -- | -- | -- | -- | -- | -- | --- |
| Corea del Norte | 10  | 4  | 3  | 1  | 0  | 7  | 0  | +7  |
| Omán            | 6   | 4  | 2  | 0  | 2  | 9  | 4  | +5  |
| Tayikistán (H)  | 6   | 4  | 2  | 0  | 2  | 5  | 5  | 0   |
| Malasia         | 5   | 4  | 1  | 2  | 1  | 3  | 3  | 0   |
| Sri Lanka       | 1   | 4  | 0  | 1  | 3  | 1  | 13 | −12 |

| 21 de septiembre de 2024 | Malasia | 2:1 | Omán | Estadio Pamir, Dusambé, Tayikistán |  |
|                          |         |     |      | Árbitro(s): [[]]                   |  |

| 21 de septiembre de 2024 | Corea del Norte | 4:0 | Sri Lanka | Estadio Pamir, Dusambé, Tayikistán |  |
|                          |                 |     |           | Árbitro(s): [[]]                   |  |

| 23 de septiembre de 2024 | Corea del Norte | 0:0 | Malasia | Estadio Pamir, Dusambé, Tayikistán |  |
|                          |                 |     |         | Árbitro(s): [[]]                   |  |

| 23 de septiembre de 2024 | Sri Lanka | 0:3 | Tayikistán | Estadio Pamir, Dusambé, Tayikistán |  |
|                          |           |     |            | Árbitro(s): [[]]                   |  |

| 25 de septiembre de 2024 | Omán | 5:0 | Sri Lanka | Estadio Pamir, Dusambé, Tayikistán |  |
|                          |      |     |           | Árbitro(s): [[]]                   |  |

| 25 de septiembre de 2024 | Tayikistán | 0:2 | Corea del Norte | Estadio Pamir, Dusambé, Tayikistán |  |
|                          |            |     |                 | Árbitro(s): [[]]                   |  |

| 27 de septiembre de 2024 | Omán | 0:1 | Corea del Norte | Estadio Pamir, Dusambé, Tayikistán |  |
|                          |      |     |                 | Árbitro(s): [[]]                   |  |

| 27 de septiembre de 2024 | Malasia | 0:1 | Tayikistán | Estadio Pamir, Dusambé, Tayikistán |  |
|                          |         |     |            | Árbitro(s): [[]]                   |  |

| 29 de septiembre de 2024 | Sri Lanka | 1:1 | Malasia | Estadio Pamir, Dusambé, Tayikistán |  |
|                          |           |     |         | Árbitro(s): [[]]                   |  |

| 29 de septiembre de 2024 | Tayikistán | 1:3 | Omán | Estadio Pamir, Dusambé, Tayikistán |  |
|                          |            |     |      | Árbitro(s): [[]]                   |  |

### Grupo F
- Todos los partidos se disputarán en Indonesia.
- Los horarios indicados son UTC+7.

| Equipo         | Pts | PJ | PG | PE | PP | GF | GC | Dif | Detalle            |
| -------------- | --- | -- | -- | -- | -- | -- | -- | --- | ------------------ |
| Indonesia (H)  | 7   | 3  | 2  | 1  | 0  | 8  | 2  | +6  | A fase final       |
| Yemen          | 7   | 3  | 2  | 1  | 0  | 7  | 2  | +5  | Posible fase final |
| Timor Oriental | 3   | 3  | 1  | 0  | 2  | 6  | 7  | -1  |                    |
| Maldivas       | 0   | 3  | 0  | 0  | 3  | 1  | 11 | -10 |                    |

| 25 de septiembre de 2024 | Yemen | 3:1 | Timor Oriental | Estadio Gelora Bung Karno Madya, Yakarta, Indonesia |  |
|                          |       |     |                | Árbitro(s): [[]]                                    |  |

| 25 de septiembre de 2024 | Indonesia | 4:0 | Maldivas | Estadio Gelora Bung Karno Madya, Yakarta, Indonesia |  |
|                          |           |     |          | Árbitro(s): [[]]                                    |  |

| 27 de septiembre de 2024 | Maldivas | 0:3 | Yemen | Estadio Gelora Bung Karno Madya, Yakarta, Indonesia |  |
|                          |          |     |       | Árbitro(s): [[]]                                    |  |

| 27 de septiembre de 2024 | Timor Oriental | 1:3 | Indonesia | Estadio Gelora Bung Karno Madya, Yakarta, Indonesia |  |
|                          |                |     |           | Árbitro(s): [[]]                                    |  |

| 29 de septiembre de 2024 | Timor Oriental | 4:1 | Maldivas | Estadio Gelora Bung Karno Madya, Yakarta, Indonesia |  |
|                          |                |     |          | Árbitro(s): [[]]                                    |  |

| 29 de septiembre de 2024 | Indonesia | 1:1 | Yemen | Estadio Gelora Bung Karno Madya, Yakarta, Indonesia |  |
|                          |           |     |       | Árbitro(s): [[]]                                    |  |

### Grupo G
- Todos los partidos se disputarán en Laos.
- Los horarios indicados son UTC+7.

| Equipo   | Pts | PJ | PG | PE | PP | GF | GC | Dif | Detalle            |
| -------- | --- | -- | -- | -- | -- | -- | -- | --- | ------------------ |
| Irán     | 9   | 3  | 3  | 0  | 0  | 17 | 0  | +17 | A fase final       |
| India    | 6   | 3  | 2  | 0  | 1  | 6  | 2  | +4  | Posible fase final |
| Laos (H) | 3   | 3  | 1  | 0  | 2  | 6  | 10 | -4  |                    |
| Mongolia | 0   | 3  | 0  | 0  | 3  | 1  | 18 | −17 |                    |

| 25 de septiembre de 2024 | Mongolia | 1:4 | India | Nuevo Estadio Nacional de Laos, Vientián, Laos |  |
|                          |          |     |       | Árbitro(s): [[]]                               |  |

| 25 de septiembre de 2024 | Irán | 8:0 | Laos | Nuevo Estadio Nacional de Laos, Vientián, Laos |  |
|                          |      |     |      | Árbitro(s): [[]]                               |  |

| 27 de septiembre de 2024 | India | 0:1 | Irán | Nuevo Estadio Nacional de Laos, Vientián, Laos |  |
|                          |       |     |      | Árbitro(s): [[]]                               |  |

| 27 de septiembre de 2024 | Laos | 6:0 | Mongolia | Nuevo Estadio Nacional de Laos, Vientián, Laos |  |
|                          |      |     |          | Árbitro(s): [[]]                               |  |

| 29 de septiembre de 2024 | Irán | 8:0 | Mongolia | Nuevo Estadio Nacional de Laos, Vientián, Laos |  |
|                          |      |     |          | Árbitro(s): [[]]                               |  |

| 29 de septiembre de 2024 | India | 2:0 | Laos | Nuevo Estadio Nacional de Laos, Vientián, Laos |  |
|                          |       |     |      | Árbitro(s): [[]]                               |  |

### Grupo H
- Todos los partidos se disputarán en Tailandia.
- Los horarios indicados son UTC+7.

| Equipo        | Pts | PJ | PG | PE | PP | GF | GC | Dif | Detalle            |
| ------------- | --- | -- | -- | -- | -- | -- | -- | --- | ------------------ |
| Irak          | 9   | 3  | 3  | 0  | 0  | 18 | 0  | +18 | A fase final       |
| Tailandia (H) | 6   | 3  | 2  | 0  | 1  | 18 | 1  | +17 | Posible fase final |
| Filipinas     | 3   | 3  | 1  | 0  | 2  | 4  | 7  | -3  |                    |
| Brunéi        | 0   | 3  | 0  | 0  | 3  | 0  | 32 | -32 |                    |

| 25 de septiembre de 2024 | Irak | 15:0 | Brunéi | Estadio Khao Kradong, Provincia de Buri Ram |  |
|                          |      |      |        | Árbitro(s): [[]]                            |  |

| 25 de septiembre de 2024 | Tailandia | 5:0 | Filipinas | Estadio Khao Kradong, Provincia de Buri Ram |  |
|                          |           |     |           | Árbitro(s): [[]]                            |  |

| 27 de septiembre de 2024 | Filipinas | 0:2 | Irak | Estadio Khao Kradong, Provincia de Buri Ram |  |
|                          |           |     |      | Árbitro(s): [[]]                            |  |

| 27 de septiembre de 2024 | Brunéi | 0:13 | Tailandia | Estadio Khao Kradong, Provincia de Buri Ram |  |
|                          |        |      |           | Árbitro(s): [[]]                            |  |

| 29 de septiembre de 2024 | Filipinas | 4:0 | Brunéi | Estadio Khao Kradong, Provincia de Buri Ram |  |
|                          |           |     |        | Árbitro(s): [[]]                            |  |

| 29 de septiembre de 2024 | Irak | 1:0 | Tailandia | Estadio Khao Kradong, Provincia de Buri Ram |  |
|                          |      |     |           | Árbitro(s): [[]]                            |  |

### Grupo I
- Todos los partidos se disputarán en Kirguistán.
- Los horarios indicados son UTC+6.

| Equipo         | Pts | PJ | PG | PE | PP | GF | GC | Dif | Detalle            |
| -------------- | --- | -- | -- | -- | -- | -- | -- | --- | ------------------ |
| Japón          | 7   | 3  | 2  | 1  | 0  | 9  | 1  | +8  | A fase final       |
| Kirguistán (H) | 7   | 3  | 2  | 1  | 0  | 4  | 1  | +3  | Posible fase final |
| Turkmenistán   | 3   | 3  | 1  | 0  | 2  | 4  | 4  | 0   |                    |
| Birmania       | 0   | 3  | 0  | 0  | 3  | 1  | 12 | -11 |                    |

| 25 de septiembre de 2024 | Japón | 2:0 | Turkmenistán | Estadio Spartak (Biskek), Biskek |  |
|                          |       |     |              | Árbitro(s): [[]]                 |  |

| 25 de septiembre de 2024 | Kirguistán | 2:0 | Birmania | Estadio Spartak (Biskek), Biskek |  |
|                          |            |     |          | Árbitro(s): [[]]                 |  |

| 27 de septiembre de 2024 | Birmania | 0:6 | Japón | Estadio Spartak (Biskek), Biskek |  |
|                          |          |     |       | Árbitro(s): [[]]                 |  |

| 27 de septiembre de 2024 | Turkmenistán | 0:1 | Kirguistán | Estadio Spartak (Biskek), Biskek |  |
|                          |              |     |            | Árbitro(s): [[]]                 |  |

| 29 de septiembre de 2024 | Birmania | 1:4 | Turkmenistán | Estadio Spartak (Biskek), Biskek |  |
|                          |          |     |              | Árbitro(s): [[]]                 |  |

| 29 de septiembre de 2024 | Japón | 1:1 | Kirguistán | Estadio Spartak (Biskek), Biskek |  |
|                          |       |     |            | Árbitro(s): [[]]                 |  |

### Grupo J
- Todos los partidos se disputarán en Catar.
- Los horarios indicados son UTC+3.

| Equipo    | Pts | PJ | PG | PE | PP | GF | GC | Dif | Detalle            |
| --------- | --- | -- | -- | -- | -- | -- | -- | --- | ------------------ |
| Catar (H) | 9   | 3  | 3  | 0  | 0  | 8  | 2  | +6  | A fase final       |
| Jordania  | 6   | 3  | 2  | 0  | 1  | 11 | 3  | +8  | Posible fase final |
| Hong Kong | 3   | 3  | 1  | 0  | 2  | 2  | 9  | -7  |                    |
| Singapur  | 0   | 3  | 0  | 0  | 3  | 0  | 7  | -7  |                    |

| 25 de septiembre de 2024 | Jordania | 7:0 | Hong Kong | Estadio Grand Hamad, Doha |  |
|                          |          |     |           | Árbitro(s): [[]]          |  |

| 25 de septiembre de 2024 | Catar | 3:0 | Singapur | Estadio Abdullah bin Khalifa, Doha |  |
|                          |       |     |          | Árbitro(s): [[]]                   |  |

| 27 de septiembre de 2024 | Hong Kong | 0:2 | Catar | Estadio Abdullah bin Khalifa, Doha |  |
|                          |           |     |       | Árbitro(s): [[]]                   |  |

| 27 de septiembre de 2024 | Singapur | 0:2 | Jordania | Estadio Grand Hamad, Doha |  |
|                          |          |     |          | Árbitro(s): [[]]          |  |

| 29 de septiembre de 2024 | Jordania | 2:3 | Catar | Estadio Abdullah bin Khalifa, Doha |  |
|                          |          |     |       | Árbitro(s): [[]]                   |  |

| 29 de septiembre de 2024 | Singapur | 0:2 | Hong Kong | Estadio Grand Hamad, Doha |  |
|                          |          |     |           | Árbitro(s): [[]]          |  |

## Ranking de los segundos puestos
Los cinco mejores segundos lugares de los 10 grupos pasarán a la siguiente ronda junto a los 10 ganadores de grupo. (Se contabilizan los resultados obtenidos en contra de los ganadores y los terceros clasificados de cada grupo). Debido a que cada grupo tiene un número diferente de equipos, los resultados contra los equipos que ocuparon el quinto lugar en grupos de cinco equipos no se consideraron para esta clasificación. Quienes avanzaron en esta ronda fueron:
| Grp | Equipo                 | PJ | PG | PE | PP | GF | GC | DG  | Pts |
| --- | ---------------------- | -- | -- | -- | -- | -- | -- | --- | --- |
| F   | Yemen                  | 3  | 2  | 1  | 0  | 7  | 2  | +5  | 7   |
| I   | Kirguistán             | 3  | 2  | 1  | 0  | 4  | 1  | +3  | 7   |
| D   | Australia              | 3  | 2  | 1  | 0  | 4  | 1  | +3  | 7   |
| H   | Tailandia              | 3  | 2  | 0  | 1  | 18 | 1  | +17 | 6   |
| J   | Jordania               | 3  | 2  | 0  | 1  | 11 | 3  | +8  | 6   |
| A   | Vietnam                | 3  | 2  | 0  | 1  | 7  | 2  | +5  | 6   |
| G   | India                  | 3  | 2  | 0  | 1  | 6  | 2  | +4  | 6   |
| B   | Camboya                | 3  | 2  | 0  | 1  | 5  | 8  | −3  | 6   |
| C   | Emiratos Árabes Unidos | 3  | 1  | 1  | 1  | 4  | 5  | −1  | 4   |
| E   | Omán                   | 3  | 1  | 0  | 2  | 4  | 4  | 0   | 3   |

## Clasificados
Estos fueron los 16 clasificados a la fase final del torneo a disputarse en China.
| - Uzbekistán - Jordania - Corea del Norte - China | - Arabia Saudita - Corea del Sur - Irán - Siria | - Catar - Indonesia - Yemen - Australia | - Japón - Tailandia - Kirguistán - Irak |